# Instytut Kultury Białoruskiej
Instytut Kultury Białoruskiej, w literaturze zwany Inbelkultem lub Inbiełkultem (biał. Інстытут беларускай культуры, Інбелкульт, ІБК) – placówka naukowa założona 30 stycznia 1922 pracująca nad narodowym i kulturalnym odrodzeniem Białorusi w ramach ZSRR. 

## Geneza
Z inicjatywą założenia placówki mającej czuwać nad odrodzeniem i rozwojem kultury białoruskiej wystąpił w styczniu 1921 Ściapan Niekraszewicz na zebraniu pracowników kultury zorganizowanym przez Ludowy Komisariat Oświaty Białoruskiej SRR. Opracowaniem statutu instytucji zajęła się specjalna komisja pod przewodnictwem Źmiciera Żyłunowicza oraz rektor BUP Uładzimier Piczeta, Jazep Dyła i Jewfimij Karski. 
10 lutego 1921 powołano do życia składającą się z 15 osób Komisję Naukowo–Technologiczną przy Ludowym Komisariacie Oświaty Białoruskiej Socjalistycznej Republiki Radzieckiej. Dzieliła się na trzy oddziały: humanistyczny, przyrodniczy i matematyczny. Postawiono jej za zadanie opracowanie białoruskiej terminologii – głównie w dziedzinie techniki – oraz rozpoczęcie prac nad wydawaniem podręczników w języku białoruskim. IKB rozpoczął faktycznie działanie po 30 stycznia 1922 na mocy dekretu Rady Komisarzy Ludowych Białoruskiej SRR z tego dnia. Dzielił się na sekcje humanistyczną i terminologiczną. 
W 1923 powołano do życia Centralne Biuro Krajoznawstwa afiliowane przy Instytucie, które wydawało m.in. gazetę "Nasz kraj". Na wiosnę 1924 z inicjatywy IKB zwołano do Mińska I Wszechbiałoruski Zjazd Krajoznawczy. 

## Struktura i zadania Instytutu
8 sierpnia 1924 CKW i RKL BSRR dokonały zatwierdzenia statutu IKB. Według dokumentu Instytut miał się zajmować planowym i systematycznym badaniem języka białoruskiego, etnografii, historii, przyrody, gospodarki i ruchów społecznych na Białorusi, jak również nadzorować badania niższych rangą ośrodków. Jesienią 1924 roku III Zjazd CKW BSRR opowiedział się za przekształceniem IKB w instytucję naukową wzorowaną na Akademii Nauk. W tym okresie placówka dzieliła się już na 10 sekcji:
- Językoznawstwa
- Literatury
- Sztuki
- Historii i Archeologii
- Przyrodoznawstwa
- Gospodarki
- Pedagogiki
- Rolnictwa
- Medycyny
- Etnografii.

W składzie IKB działały komisje naukowe (m.in. słownikowa, dialektologiczna, ortograficzna, ruchu rewolucyjnego w Białoruskiej Socjalistycznej Republiki Radzieckiej, dzieł Lenina, ochrony zabytków kultury, bibliograficzna). Pierwszym dyrektorem IKB został Ściapan Niekraszewicz. 
Na przełomie 1926 i 1927 roku IKB zrzeszał 224 członków, w tym 83 rzeczywistych i 67 korespondentów. Jego przewodniczącym był wówczas Usiewaład Ihnatouski, funkcje jego zastępców pełnili Arkadź Smolicz i J. Karanieuski, sekretarzem naukowym został Alaksandr Ćwikiewicz, a członkiem prezydium m.in. Źmicier Żyłunowicz. 
Przy IKB działały oddziały narodowościowe: polski ze Stefanem Heltmanem na czele, rosyjski i żydowski. Istniała także stała komisja ds. badania kultury łotewskiej. 
W 1927 IKB podzielono na dwa wydziały: przyrodniczo-ekonomiczny i humanistyczny, a oddziały narodowościowe przemianowano na sekcje. 
Jesienią 1928 dokonano oficjalnego przekształcenia Instytutu w Akademię Nauk Białoruskiej SRR.